# ماسکینونژه، کبک
ماسکینونژه (به فرانسوی: Maskinongé) شهری در منطقه شهری ماسکینونژه ناحیه موریسی در استان کبک کانادا است. در سرشماری سال ۲۰۱۱ این شهر ۲٬۲۷۸ نفر جمعیت داشته‌است و مساحت آن ۷۵٫۹۸ کیلومتر مربع است.